# Lisek Vuk
Lisek Vuk (węg. Vuk) – węgierski film animowany  w reżyserii Attily Dargaya z 1981 roku na podst. powieści Vuk Istvána Fekete. Film ukazał się w Polsce w 1984 roku na antenie TP1.

## Fabuła
Lis Vuk, otrzymawszy imię po sławnym dziadku ze strony ojca, wraz ze swoim rodzeństwem jeszcze musi znajdować się pod nieustanną opieką rodziców. Vuk jest ciekawy świata, i dowiedziawszy się o nocnych polowaniach swojego ojca – Ryżego, postanawia wyruszyć razem z nim. Spotykając się z odmową Ryżego postanawia nie wracać do nory i trenuje umiejętności łowieckie na żabie.
Tymczasem w pobliskiej zagrodzie wyżeł Wiarus każe piać kogutowi, by zwabić lisa. Ryży trafiwszy do zagrody podejrzewa podstęp i udaje się odciągnąć Wiarusa. Ryży zabija koguta, a inne psy naśmiewają się z Wiarusa. Chcąc zmazać swą odpowiedzialność, zwala winę na jamnika Spryciarza, również niecieszącego dobrą opinią wśród innych ze względu na podlizywanie się człowiekowi. 
Ryży wraca ze zdobyczą do domu, ale rozprasza się pogonią za zającem. Wkrótce staje na drodze myśliwego i porzuca koguta. Myśliwy rozpoznaje koguta z zagrody swej ciotki i prowadzony przez Spryciarza, trafia do nory rodziców Vuka. Gdy sam Vuk po całonocnym czatowaniu na żabę wraca do nory, nie znajduje w niej swej rodziny. Jednak wnet spotyka swego wuja, Chytrusa, który informuje go o losie rodziny i zabiera go do swojej nory na szczycie góry.
Rankiem Chytrus mówi Vukowi, że lisy śpią za dnia i polują dopiero nocą. Vuk wszystko rozprasza od snu, co kończy się przepaścią i cały dzień mu zajmuje powrót do nory. Chytrus mówi mu, że sztuką w polowaniu jest jeden skuteczny atak zapewniający pożywienie na cały dzień. Nocą Chytrus uczy Vuka jak polować, skradać się i unikać ludzi. Chytrus ma złe zdanie o człowieku jako skutecznym gatunku i gardzi jego wywyższaniem. Vuk przysięga zemstę człowiekowi za śmierć rodziny. Kolejnej nocy Vuk testuje swoje samodzielne umiejętności łowieckie i udaje mu się upolować kaczkę. Jest na terenie łowieckim bezogoniastego lisa, który zaczepia Vuka i rości sobie prawo do kaczki. Z opresji wybawia go Chytrus chwalący go za obronę swej zdobyczy.
Nadchodzi lato. Vuk jest teraz dorosły i znajduje wraz z Chytrusem nowe legowisko w polu. Vuk decyduje na eksplorację terytorium, a Chytrus nakazuje mu omijać z daleka dom człowieka. Podczas poszukiwań Vuk udaremnia polowanie wrony na sikorce i pozbawia ją ogona, za co wrona przysięga mu zemstę. Następnie Vuk zabija pawia będącego w domostwie myśliwego. Zaciekawiony Vuk odkrywa na jego terenie lisicę uwięzioną od szczenięcia w klatce i obiecuje jej wolność nocą.
Nocą lisy są świadkiem, jak myśliwy wygania owczarka na burzliwą noc. Chytrus wyraża złe zdanie o psach myśliwskich jako lizusach i chwali owczarka za jego szczerą wierność. Chytrus niechętnie zgadza na pomoc lisicy, twierdząc, że przebywaniu w pobliżu siedzib ludzkich to pewna śmierć. Podkop pod klatkę nie udaje się z powodu drewnianych ścian, więc Vuk robi podkop pod wozem, który rozwala klatkę i uwalnia lisicę. Rankiem wrona prowadzi myśliwego w pole, które ma zostać ścięte. Chytrus czując niebezpieczeństwo nakazuje Vukowi i lisicy wyskakiwać pojedynczo w stronę lasu. Vuk idzie pierwszy, ale zawraca widząc myśliwego i jego psy. Vuk decyduje się, by reszta lisów pobiegła w stronę kosiarek. Ryzyko się opłaca i lisy są bezpieczne.
Jesienią las przestaje być bezpieczny, ponieważ nadchodzi sezon łowiecki. Lisy są osaczone przez nagankę i Chytrus wyskakuje z ukrycia, jednak zostaje postrzelony. Później Vuk dziękuje wujowi, że odwrócił uwagę od myśliwych. Chytrus nie przejmuje się zbliżającą się śmiercią mówiąc, że i tak jest stary, a to Vuk z lisicą mają przed sobą całe życie. Vuk przysięga księżycowi, że pomści śmierć Chytrusa. Vuk regularnie pustoszy kurnik myśliwego robiąc przy tym z Wiarusa pośmiewisko wśród psów. Dostrzega to myśliwy złorzecząc na Vuka. Oskarża go też o kradzież gęsi, jednak te wracają pijane zacierem. Myśliwy grozi psom myśliwskim za niedopilnowanie ocalałych gęsi. Psy dzielnie stróżują, jednak Vuk co chwila ich rozprasza i udaje mu się upolować jedną z gęsi. Psy myśliwskie uciekają w obawie przed gniewem myśliwego.
Myśliwy piecze gęś i odkraja z niej kęsy zastawione w potrzaskach, by złapać Vuka. Głodne psy myśliwskie zwędzone pieczenią wpadają w potrzask, jak i myśliwy i wszyscy odnoszą poważne rany. Wiosną Vuk wraz z lisicą doczekują się potomstwa mieszkając bezpiecznie w norze Chytrusa.

## Obsada głosowa
- József Gyabronka – Vuk
- Judit Pogány –
  - mały Vuk,
  - jedno z rodzeństwa Vuka
- László Csákányi – Chytrus
- Erzsébet Kútvölgyi – lisica
- Róbert Koltai – myśliwy
- Sándor Szabó – Wiarus
- András Márton –
  - Spryciarz,
  - jeż,
  - kos
- Gyula Bodrogi – wrona
- Gyula Szabó – Ryży
- Teri Földi – żona Ryżego
- Ferenc Zenthe – kogut
- Gyula Horváth – żaba
- Ottó Füzessy – owczarek
- Tibor Bitskey – Narrator

Źródło: 

## Wersja polska
Wersja polska: Studio Opracowań Filmów w Warszawie

Reżyser: Zofia Dybowska-Aleksandrowicz

Tekst: Joanna Klimkiewicz

Operator dźwięku: Zdzisław Siwecki

Montaż: Danuta Sierant

Kierownik produkcji: Andrzej Staśkiel

Wystąpili:
- Michał Bajor – Vuk
- Ilona Kuśmierska – mały Vuk
- Andrzej Gawroński – Chytrus
- Ewa Kania – Lisica
- Marek Frąckowiak – myśliwy
- Józef Kalita – Wiarus
- Henryk Łapiński –
  - Spryciarz,
  - kogut,
  - mały pies,
  - operator kosiarki,
  - naganiacz #1
- Alina Bukowska – wrona
- Włodzimierz Bednarski –
  - Ryży,
  - jeden z psów
- Krystyna Kołodziejczyk – żona Ryżego
- Jacek Czyż –
  - owczarek,
  - jeden z psów
- Ewa Złotowska –
  - gęś #2,
  - jedno z rodzeństwa Vuka
- Miriam Aleksandrowicz – kura #1
- Zofia Gładyszewska – kura #2
- Leopold Matuszczak –
  - kosiarz,
  - naganiacz #2
- Emilian Kamiński – jeden z psów
- Halina Chrobak – jedno z rodzeństwa Vuka
- Tadeusz Borowski – Narrator

i inni
Lektor: Barbara Cudnikowa
Źródło: 